# Larissa Schutrups
Larissa Schutrups (* 30. Juni 2000 in Emmen) ist eine niederländische Handballspielerin, die für den deutschen Zweitligisten HSG Bad Wildungen aufläuft.

## Karriere
Schutrups begann ihre Handballkarriere bei E&O Emmen, bevor sie 2020 zu VOC Amsterdam wechselte. 2022 wechselte sie zum deutschen Bundesligisten HSG Bad Wildungen. Im Jahr 2024 trat sie mit der HSG Bad Wildungen den Gang in die Zweitklassigkeit an. Im Sommer 2025 wird sie sich dem HC Rödertal anschließen.
Mit der niederländischen Juniorinnennationalmannschaft gewann sie die Silbermedaille bei der U-19-Europameisterschaft 2019 in Ungarn.